# Великий Обзир
Вели́кий Обзир — село в Україні, у Камінь-Каширській громаді Камінь-Каширського району Волинської області. Населення становить 718 осіб.

## Географія
Село розташоване на лівому березі річки Стохід, на південь від села у нього впадає Ясинівка. На південний захід від села розташований загальнозоологічний заказник місцевого значення Ясенівка.

## Історія
У 1906 році село Боровенської волості Ковельського повіту Волинської губернії. Відстань від повітового міста 50 верст, від волості 8. Дворів 187, мешканців 1287.
До 7 серпня 2018 року — адміністративний центр Великообзирської сільської ради Камінь-Каширського району Волинської області.

## Населення
Згідно з переписом УРСР 1989 року чисельність наявного населення села становила 820 осіб, з яких 396 чоловіків та 424 жінки.
За переписом населення України 2001 року в селі мешкало 706 осіб.

### Мова
Розподіл населення за рідною мовою за даними перепису 2001 року:
| Мова       | Відсоток |
| ---------- | -------- |
| українська | 99,58 %  |
| російська  | 0,28 %   |
| білоруська | 0,14 %   |